# Hongshuia paoli
Hongshuia paoli és una espècie de peix cipriniforme de la família dels ciprínids.

## Morfologia
- Els mascles poden assolir 5,4 cm de longitud total.[3]

## Hàbitat
És un peix d'aigua dolça i de clima temperat.

## Distribució geogràfica
Es troba a Àsia: Guangxi (sud de la Xina).